# Acronicta diffusa
Acronicta diffusa là một loài bướm đêm trong họ Noctuidae.